# ALFA-X

Imagen ilustrativa de un tren bala

El Class E956 ( E956 形 ), con la marca " ALFA-X ", es un tren bala experimental  o Shinkansen (llamado así en Nipón) de diez vagones pedido por East Japan Railway Company (JR East) en Japón para probar la tecnología que se incorporará en los futuros trenes Shinkansen que operan en el servicio a velocidades de hasta 360 km / h (225 mph). El nombre es un acrónimo de "Advanced Labs for Frontline Activity in rail experimentation" (Laboratorios avanzados para la actividad de primera línea en la experimentación ferroviaria). El primer tren se dio a conocer en mayo de 2019.
 

## Diseño

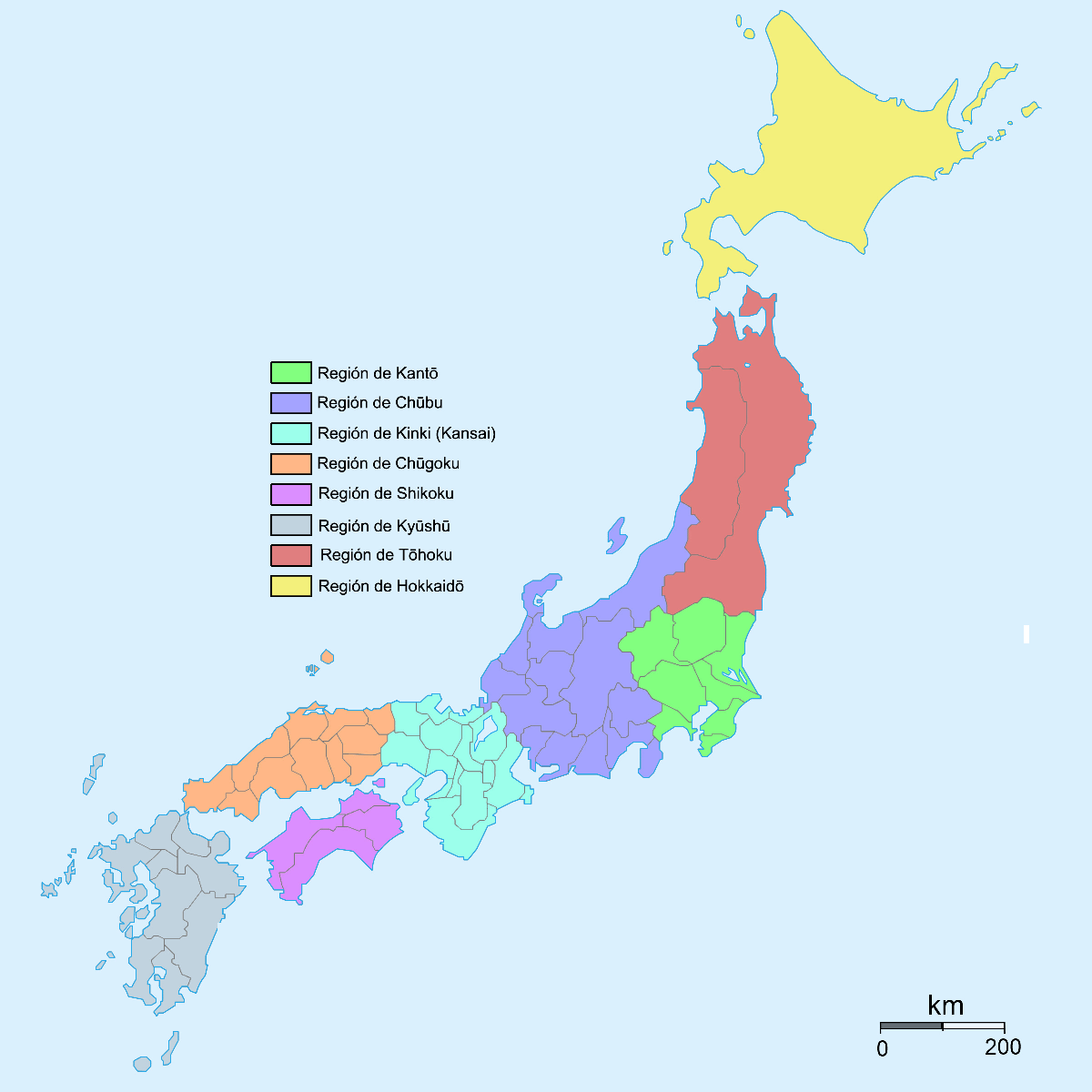
Mapa de Japón por regiones

El tren bala experimental está diseñado para ser probado a velocidades de hasta alrededor de 400 km / h (250 mph), un récord en líneas férreas tradicionales, para evaluar las nuevas tecnologías que se incorporarán a los nuevos trenes para operar en el servicio de ingresos a velocidades de hasta 360 km / h (225 mph) . El tren estará equipado con nuevas tecnologías, incluidos los amortiguadores, para reducir la vibración y reducir las probabilidades de descarrilamiento en grandes terremotos. También probará diseños de cuerpos que reducen la adherencia de la nieve en condiciones invernales. 
El tren E956 con un diseño futurista, evaluará dos perfiles de punta de carro diferentes.
El proyecto del nuevo tren refleja la aerodinámica de la máquina. El modelo presentado en la prefectura de Miyagi, al norte de Tokio, tenía diez vagones y 250 metros de largo. La nariz del primer vagón es de 16 metros y la del último, de 22 metros. El tren no dará la vuelta al llegar a su destino, por lo que la aerodinámica de la nariz más larga permitirá hacer frente a los vientos procedentes del norte.
Entre las características del modelo se incluye su especial resistencia contra la nieve y el frío, además de la estabilidad mejorada en sus asientos, que tendrán una distancia de separación mayor de lo habitual.

## Historia
JR East, una de las compañía ferroviarias de Japón anunció oficialmente sus planes para construir un tren ALFA-X de diez vagones el 4 de julio de 2017. El coste de fabricación alcanzó hasta el momento 100.000.000 de yenes (81 millones de euros). El proyecto está a cargo de la firma  Kawasaki Heavy Industries, la empresa responsable JR East, gestiona las líneas férreas más importantes del país y es considerada la mayor del mundo, con más de 60.000 empleados.  Esta previsto que el Alfa -X pueda cubrir la ruta en cuatro horas y media entre Tokio y la ciudad norteña de Sapporo separadas por unos 1.200 kilómetros.
En la primavera del año 2019 comenzaron las pruebas y evaluaciones exhaustivas que se extenderán hasta que comience a operar. Se estima que estará en circulación a partir del año 2030. El primer trayecto se realizó el 9 de mayo de 2019 entre las ciudades norteñas de Sendai y Aomori, a unos 280 kilómetros de distancia en línea recta, durante la avanzada la noche, en una hora que se mantiene en reserva y cuando habitualmente las líneas férreas no están tan congestionadas como en hora punta. 
Japón lleva tiempo ocupándose en la creación de trenes cada vez más rápidos y cómodos. El modelo más veloz actualmente, es el E5 con una velocidad máxima de 320 km/h y que comenzó a operar en marzo del 2011. Este nuevo proyecto llamado Alfa-X lograra superar esa velocidad en 40 km/h con pasajeros, hasta 360 km/h y sin ellos podrá llegar a alcanzar hasta los 400 km/h. El Alfa - X será el tren más rápido pero solo en líneas ferroviarias, ya que Japón esta desarrollando al mismo tiempo otra idea, el tren de levitación magnética (MAGLEV) iniciara su servicio comercial en 2027 y podrá viajar a unos 500 km/h.